# Patelloa concolor
Patelloa concolor är en tvåvingeart som först beskrevs av Townsend 1929.  Patelloa concolor ingår i släktet Patelloa och familjen parasitflugor. Inga underarter finns listade i Catalogue of Life.